# قرية مطهر (فرع العدين)

تعديل مصدري - تعديل

قرية مطهر محلة تابعة لقرية الزاهر، التابعة لعزلة العاقبة بمديرية فرع العدين إحدى مديريات محافظة إب في الجمهورية اليمنية، بلغ تعداد سكانها 37 حسب تعداد اليمن لعام 2004.